# ID2020
ID2020 — прототип цифровой системы для идентификации личности. Проект поддерживается Организацией Объединённых Наций, и является частью инициативы Целей устойчивого развития (2030 Sustainable Development Goals). По замыслу проекта, до 2030 года планируется обеспечить всех людей на планете цифровым ID. В проекте участвуют компании Microsoft, Accenture, PricewaterhouseCoopers и Cisco Systems.
Планируется, что это поможет людям без документов, а также позволит беженцам из разных стран получать доступ к образованию и здравоохранению в стране пребывания. Международный документ будет содержать всю информацию о человеке, включая его место работы и образование, а также биометрические данные, подтверждающие его личность, отпечатки пальцев и радужной оболочки глаза. Вся эта информация будет храниться при помощи технологии блокчейн, то есть в зашифрованном виде в распределенной базе данных, подобно транзакциям в криптовалюте биткойн. Таким образом, полного доступа к личной информации человека не будет ни у одной организации, даже у государства. Только сам владелец паспорта сможет давать право на просмотр или внесение изменений в информацию о себе.
Экспериментальную версию платформы планируется закончить к 2020 году, и при помощи технологии блокчейн она объединит все существующие системы ведения записей, касающихся удостоверения личности, позволяя пользователям получать доступ к своей личной информации, где бы они ни находились. Например, это позволит беженцам, которые покинули свою страну без свидетельства о рождении и диплома об образовании, предоставить доказательства существования этих документов с помощью этой системы. Одним из основных, якобы преимуществ технологии блокчейн является то, что она позволяет системам разных организаций общаться друг с другом.